# Yambo Ouologuem
Yambo Ouologuem (Bandiagara, 1940. augusztus 22. – Sévaré, 2017. október 14.) mali író.

## Művei
- Le Devoir de violence (1968)
- Lettre à la France nègre (1969)
- Les Mille et une bibles du sexe (1969)
- Terres de soleil (1969, Paul Pehiep)
- Nouvelles du Mali (2008, Ousmane Diarra, Sirafily Diango, Moussa Konaté és Yambo Ouologuem írásai)
- Les Mille et une bibles du sexe (2015)

## Díjai
- Renaudot-díj (1968, a Le Devoir de violence könyvéért)